# Tlenek niklu(III)
Tlenek niklu(III), Ni
2O
3 – nieorganiczny związek chemiczny z grupy tlenków, zawierający nikiel na III stopniu utlenienia. Według XIX-wiecznej procedury opisanej przez Henry’ego Motta, powstaje podczas kalcynowania azotanu niklu(II) w umiarkowanej temperaturze. Tworzy czarnoszare kryształy nierozpuszczalne w wodzie, które można roztworzyć w gorących kwasach. Podczas prażenia rozkłada się do tlenku niklu(II) i tlenu.
W rzeczywistości jego istnienie w formie bezwodnego tlenku o składzie stechiometrycznym Ni
2O
3 jest wątpliwe. W wyniku utleniania soli niklu(II) wytrąca się tlenek uwodniony, Ni
2O
3·H
2O, czyli Ni(O)OH.